# برونو ماديرنا
برونو ماديرنا (بالإيطالية: Bruno Maderna) (و. 1920 – 1973 م) هو ملحن، وموزع (موسيقى)، وعالم موسيقى، ومعلم موسيقى من إيطاليا . ولد في البندقية .
توفي في دارمشتات .

## روابط خارجية
- برونو ماديرنا على موقع IMDb (الإنجليزية)
- برونو ماديرنا على موقع الموسوعة البريطانية (الإنجليزية)
- برونو ماديرنا على موقع ميوزك برينز (الإنجليزية)
- برونو ماديرنا على موقع إن إن دي بي (الإنجليزية)
- برونو ماديرنا على موقع أول ميوزيك (الإنجليزية)
- برونو ماديرنا على موقع ديسكوغز (الإنجليزية)
- برونو ماديرنا على موقع قاعدة بيانات الفيلم (الإنجليزية)